# Sergej Using
Sergej Using (auch Serge Using) (* 16. Mai 1977) ist ein ehemaliger deutscher Basketballspieler. Er bestritt 49 Bundesliga-Spiele für den Mitteldeutschen BC.

## Laufbahn
Using stammt aus Berlin, später wuchs er in Oranienburg auf. Als Jugendlicher verbrachte er in den 1990ern ein Jahr als Austauschschüler an der Newberg High School im US-Bundesstaat Oregon. Er spielte von 1995 bis 2000 an der University of Alaska Anchorage in den Vereinigten Staaten. Er bilanzierte für Alaska Anchorage insgesamt 143 geblockte Würfe und lag damit zum Zeitpunkt der Beendigung seiner Collegelaufbahn in der ewigen Bestenliste der Hochschule auf dem zweiten Rang hinter seinem Landsmann Hansi Gnad, der in den 1980er Jahren dort gespielt hatte. In Sachen Blocks pro Spiel rangierte Using in der Bestenliste mit einem Wert von 1,79 sogar auf dem ersten Platz vor Gnad. In den Saisons 1995/96 sowie 1999/00 wurde Using jeweils als derjenige Basketball-Spieler der University of Alaska Anchorage ausgezeichnet, der im Verlauf des Spieljahres die beste Entwicklung genommen hat.
Nach Usings Rückkehr in sein Heimatland unterschrieb er beim Zweitligisten BSG Bremerhaven, wo er in der Saison 2000/01 spielte. Er machte Mannschaften aus der Basketball-Bundesliga auf sich aufmerksam und wechselte 2001 zum Mitteldeutschen BC. Für den MBC absolvierte er bis Saisonende 2002/03 49 Spiele in Deutschlands höchster Spielklasse und nahm mit den Weißenfelsern zudem an der Nordeuropäischen Basketball-Liga teil. 
2003 wechselte Using zum norwegischen Erstligisten 3B/Bærums Verk, mit dem er in der Saison 2003/04 Landesmeister wurde. Er spielte bis zum Abschluss der Saison 2004/05 für die Mannschaft.